# Jessica Dismorr
Jessica Stewart Dismorr (3 de marzo de 1885 - 29 de agosto de 1939) fue una pintora e ilustradora inglesa. Dismorr participó en casi todos los grupos de vanguardia activos en Londres entre 1912 y 1937 y fue una de los pocos pintores ingleses de la década de 1930 que trabajó de manera completamente abstracta. Fue una de las dos únicas mujeres miembros del movimiento vorticista y también expuso con la Asociación de Artistas Aliados, la Sociedad de los Siete y Cinco y el Grupo de Londres. Fue la única mujer que contribuyó al Grupo X y exhibió obras abstractas en la exposición de la Asociación Internacional de Artistas de 1937. Poemas e ilustraciones de Dismorr aparecieron en varias publicaciones de vanguardia como Blast, Rhythm y una edición de Axis.

## Primeros años
Dismorr nació en Gravesend en Kent, la cuarta de cinco hijas de Mary Ann Dismorr, née Clowes y John Stewart Dismorr, un rico hombre de negocios con intereses inmobiliarios en Sudáfrica, Canadá y Australia.  La familia se mudó a Hampstead en la década de 1890, donde Jessica Dismorr se educó en el Kingsley College y donde se convirtió en la directora. Su madre sufría períodos prolongados de mala salud, pero los ingresos de su padre significaban que la familia no tenía preocupaciones financieras y Jessica podía viajar mucho en Europa.
Dismorr asistió a la Slade School of Art de 1902 a 1903, antes de entrenar con Max Bohm en Etaples en 1904, y en la Académie de La Palette en París, entre 1910 y 1913, donde estudió con Jean Metzinger y estuvo en el círculo alrededor del Colorista escocés, John Duncan Fergusson. En París, Dismorr compartió un estudio con la artista estadounidense Marguerite Thompson. En 1911, Dismorr contribuyó con varias ilustraciones a la revista de vanguardia Rhythm. Durante julio de 1912 mostró tres paisajes, con críticas favorables, con la Asociación de Artistas Aliados. Dismorr exhibió con Fergusson y SJ Peploe en octubre de 1912 en la Stafford Gallery de Londres. De 1912 a 1914 Dismorr también expuso en el Salon d'Automne de París. En 1912 y 1913, Dismorr exhibió un trabajo influido por Fauvist con la Asociación de Artistas Aliados. Se dice que la influencia fauvista fue el resultado de sus estudios en la Académie de La Palette.

## Vorticismo
Dismorr conoció a Wyndham Lewis en 1913 y en 1914 se había convertido en miembro del Rebel Art Center. Mantuvo un estudio en Kings Road, Chelsea, Londres, y realizó frecuentes viajes a Francia. Dismorr fue signataria del manifiesto vorticista publicado en el primer número de su revista literaria, Blast, en 1914  y también contribuyó con ilustraciones y una pieza escrita, Monologue, al segundo número en 1915. Ella compartió el grupo Representación de la dinámica de la máquina y su deseo de desafiar los puntos de vista conservadores del público sobre el arte, pero sobrevive poco de su trabajo de este período. Las cuatro obras con la que contribuyó a la exposición Vorticist en 1915, que ahora se cree que están perdidas, al igual que el original de The Engine, que se reprodujo en una edición de Blast. Tanto el Victoria and Albert Museum como el Tate tienen un ejemplo de cada una de las obras de Dismorr de este período y el coleccionista John Quinn mostró varios ejemplos en Nueva York en diciembre de 1916. Dismorr exhibió nuevamente con los vorticistas en Nueva York en enero de 1917 en el Penguin Club.

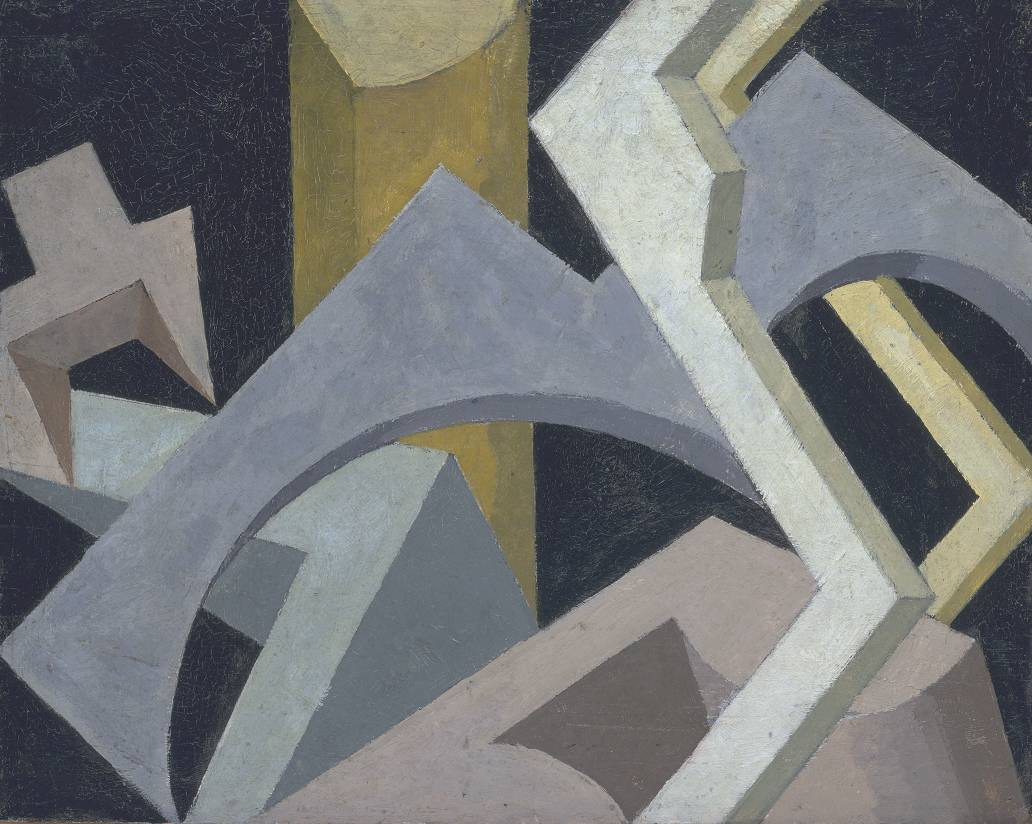
Composición abstracta ca. 1915

Además de Dismorr, la única otra miembro femenina del grupo vorticista era Helen Saunders. La pintura de William Roberts The Vorticists en el Restaurant de la Tour Eiffel, primavera de 1915, de 1961 a 1962, muestra a los siete hombres dominando el primer plano y las dos mujeres detrás con Dismorr en la puerta que está más lejos. Según Kate Lechmere, el patrocinador financiero de Blast y el Centro de Arte Rebelde, Dismorr tuvo una relación difícil con Wyndham Lewis y fue, junto con su colega artista Helen Saunders, una de las "pequeñas perritos falderos que querían ser esclavos de Lewis y hacer todo para él". Lechmere afirmó que en una ocasión Dismorr se desnudó en Oxford Street para demostrar que haría cualquier cosa que Lewis le pidiera. Dismorr y Wyndham Lewis se cayeron en 1925 cuando ella se negó a comprar algunos dibujos de él cuando le faltaba dinero, pero parecían haber reanudado una cordial amistad en 1928 cuando ella le prestó algunos fondos. Robin Ody, una amiga íntima y ejecutora de la voluntad de Dismorr (en la que todos los beneficiarios eran mujeres), la resumió como "el fenómeno eduardiano de la nueva mujer". Ody consideró que no tenía una relación física con Lewis. La relación de Lechmere con Lewis terminó amargamente, y ella llevó a cabo una lucha legal para recuperar el dinero que le debía. Lechmere había proporcionado todos los fondos para pagar el Centro de Arte Rebelde, donde los vorticistas se conocieron por primera vez en 1914, un hecho que Lewis tuvo que admitir a Christopher Nevinson que no había querido "ninguna de estas malditas mujeres" en el grupo.

## Primera Guerra Mundial
Durante la Primera Guerra Mundial, Dismorr sirvió como enfermera en Francia y luego como oficial de campo bilingüe en el Comité de Servicio de Amigos Americanos. Después de la guerra, Dismorr estaba en el centro del mundo de vanguardia de Londres, familiarizado con TS Eliot y Ezra Pound, y sus poemas e ilustraciones se publicaron en varias publicaciones. Durante 1919, varios poemas de Dismorr se publicaron en The Little Review, pero después de un artículo muy crítico de AY Winters, no presentó más para su publicación hasta la década de 1930. A principios de 1920, Dismorr exhibió un puñado de pinturas, en exposiciones colectivas, tanto en la Galería Mansard como en el New Art Salon.
Desde 1920 hasta 1924, parece que no se instaló en su hogar y viajó por toda Europa, pasando tiempo en París, los Alpes Marítimos y en Londres y Folkestone. Tuvo una crisis nerviosa en 1920 y recibió consejo médico para no pintar. Lewis sospechaba que era su estilo moderno lo que causaba preocupación a los médicos, y le escribió que "la mejor distracción posible para ti sería pintar".

## Vida posterior
En 1924, Dismorr comenzó una serie de pinturas de acuarelas de artistas de music hall, un tema popular en ese momento. En 1925 su primera exposición individual se realizó en la Galería Mayor de Londres. RH Wilenski escribió la introducción al catálogo de la exposición. La exposición incluyó una serie de acuarelas pintadas en Francia, Italia, España, Escocia e Inglaterra. Una composición tipo Fauve, Pyrenean Town, se reprodujo en las reseñas del espectáculo y también se mostró en la Seven and Five Society. El cuidado de su madre enferma le dejó a Dismorr poco tiempo para pintar y durante todo 1926 mostró principalmente trabajos mostrados anteriormente.
Tanto su madre como su hermana Blanche murieron en 1926 y Dismorr estuvo enferma durante 1927. Dismorr se recuperó y entre 1927 y 1934 exhibió unas veintiséis piezas figurativas con el Grupo de Londres. A principios de la década de 1930, estos incluían una serie de retratos de poetas, incluidos Dylan Thomas, Cecil Day Lewis y William Empson.
Expuso con Charles Ginner y Barbara Hepworth en el London Group, así como con Ivon Hitchens y Ben Nicholson en la Seven and Five Society, y se unió a ambos grupos en 1926. Dismorr se mostró con la Asociación Internacional de Artistas antifascistas a principios de la década de 1930 y otra vez en 1937. Dismorr fue una de las siete artistas mujeres británicas incluida en la exhibición de 1936 Die Olympiade ouder Dictatwar en Amsterdam, la cual apuntaba a contraatacar la censura nazi del Modernismo y el arte moderno.
Produjo varios autorretratos puntillistas junto con retratos de su madre y amigas. Uno de ellos era de la artista Catherine Dawson Giles, a quien Dismorr conocía desde 1904 cuando se conocieron en Etaples. Los dos también habían viajado juntos en expediciones de pintura en Europa en la década de 1920. Durante varios años, Dismorr había vivido en la casa de la familia Giles en Londres. Durante sus últimos años, Dismorr continuó pintando y exhibiendo su trabajo, que se volvió completamente abstracto a fines de la década de 1930. Ella exhibió con la Asociación Abstracción-Creación. Ella contribuyó con su trabajo, "Formas relacionadas" a la revista Axis en 1937 (no 8:25).
Dismorr se suicidó ahorcándose en Londres el 29 de agosto de 1939, cinco días antes de que Gran Bretaña declarara la guerra a Alemania.

## Exposiciones e investigaciones posteriores
Una exposición conjunta de obras de Dismorr y Giles se celebró en 2000 en la Fine Art Society de Londres, con un catálogo escrito por Quentin Stevenson. Pallant House Gallery realizó una exposición de las obras de Dismorr y sus contemporáneos a principios de 2020. La exposición fue comisariada por la Galería en colaboración con la Dra. Alicia Foster.
La tesis doctoral de Catherine Heathcock (inédita) contiene un catálogo completo de las obras de Dismorr. Las cartas entre Dismorr y Lewis ahora se llevan a cabo en la Universidad de Cornell.